# به‌خاک‌افتاده (رمان)
به خاک افتاده (به انگلیسی: Falling Man) رمانی اثر دان دلیلو نویسندهٔ معاصر آمریکایی است. ترجمهٔ فارسی این کتاب توسط محمدصادق رئیسی انجام شده است. اولین نشر آن در ۱۵ مهٔ ۲۰۰۷ توسط اسکریبنر بود.